# Đông Sikkim
Huyện Đông Sikkim là một huyện thuộc bang Sikkim, Ấn Độ. Thủ phủ huyện Đông Sikkim đóng ở Gangtok. Huyện Đông Sikkim có diện tích 954 ki lô mét vuông. Đến thời điểm năm 2001, huyện Đông Sikkim có dân số 244790 người.